# Totainville
Totainville település Franciaországban, Vosges megyében. Lakosainak száma 114 fő (2022. január 1.). Totainville Biécourt, Dombasle-en-Xaintois, Ménil-en-Xaintois, Oëlleville, Repel és Saint-Prancher községekkel határos.

## Népesség
A település népessége az elmúlt években az alábbi módon változott:
| Lakosok száma | 133  | 127  | 125  | 121  | 119  | 119  | 120  | 117  | 114  |
|               | 2013 | 2015 | 2016 | 2017 | 2018 | 2019 | 2020 | 2021 | 2022 |